# Hein Corten
Hendrikus Gerardus Lambertus (Hein) Corten (Meerssen, 10 april 1927 – Ulestraten, 26 oktober 2005) was een Nederlands politicus van de KVP en later de VVD.
Corten was ambtenaar in Itteren, Bunde en Ulestraten voor hij in december 1960 benoemd werd tot burgemeester van Ulestraten. Vanaf december 1972 was Corten tevens burgemeester van Schimmert. In die periode gaf hij het lidmaatschap van de KVP op en later sloot hij zich aan bij de VVD. Bij de grote Limburgse gemeentelijke herindeling van januari 1982 hielden beide gemeenten op te bestaan en werd hij benoemd tot burgemeester van de nieuwe gemeente Susteren. In oktober 1986 gaf hij die functie voortijdig op. Eind 2005 overleed hij op 78-jarige leeftijd.
Hein Corten was gehuwd met Wil Corten (1928). Een van hun kleinkinderen is de CDA-politica Vivianne Heijnen, staatssecretaris van Infrastructuur en Waterstaat in het kabinet-Rutte IV.